# 摩謝·費登奎斯
摩謝·費登奎斯（法語：Moshé Feldenkrais，1904年5月6日—1984年7月1日）。是一位工程師和物理學家。創辦身心學重要學派之一的費登奎斯方法。

## 生平
1904年出生於今烏克蘭的斯拉夫達，成長於白俄羅斯的巴拉諾維奇。1918年，移民至巴勒斯坦。1925年高中畢業後，他在英國調查辦公室擔任製圖師，並且開始學習自我防衛，也包括柔道。
1930年代居於法國。在法国公共工程学校工程學士畢業後，於巴黎索邦大學完成物理學博士學位，成為居里研究中心科學家團隊的一員，與諾貝爾物理學獎得主弗雷德里克·約里奧-居禮一起進行核裂變的研究，並發表這方面早期的研究報告。在此期間遇見了嘉納治五郎，深入研究柔道，成為西方世界最早取得柔道黑帶的人。
1940年納粹入侵法國前夕，費登奎斯逃往英國，直到1946年，他在蘇格蘭費爾利的海軍部隊擔任科學官研究反潛武器，在那膝蓋舊疾加劇，他拒絕手術，開始發展費登奎斯方法。

## 書籍
- 《費解的顯然：費登奎斯入門》(The Elusive Obvious or Basic Feldenkrais)，2016年，繁體中文版由心靈工坊出版，ISBN 978-986-357-068-4
- 《動中覺察：改變動作．改善生活．改寫人生》(Awareness through Movement)，2017年，繁體中文版由心靈工坊出版，ISBN 978-986-357-089-9
- 《身體的智慧》(Embodied wisdom: the collected papers of Moshé Feldenkrais)，2017年，繁體中文版由張老師出版，ISBN 978-957-693-894-8
- 《成為有能的自己：探索自發性與強迫性》(The Potent Self: A Study of Spontaneity and Compulsion)，2018年，繁體中文版由心靈工坊出版，ISBN 978-986-357-134-6
- 《身體與成熟的行為》（Body and Mature Behavior），1949
- 《身體覺察做為療癒的方法：諾拉的實例》（The Case of Nora: Body Awareness as Healing Therapy),1977
- 《大師之舞》(The Master Moves), 1984.
- 《50 lessons by Dr. Moshe Feldenkrais》, 1980